# Éta Aquaridy
Éta Aquaridy jsou meteorický roj asociovaný s Halleyovou kometou.

## Viditelnost roje
Roj je viditelný každý rok asi od 21. dubna do 20. května s vrcholem aktivity kolem 6. května. Na rozdíl od většiny hlavních meteorických rojů nemá tento roj žádnou ostrou špičku maxima. Jeho maximum se spíše podobá zvýšené plošině trvající přibližně jeden týden kolem 7. května.  Meteory můžeme v současné době vidět jako členy roje Éta Aquarid oddělené od Halleyovy kometa před stovkami let. Aktuální oběžné dráha Halleyovy komety neprochází dostatečně blízko k Zemi, aby mohla být zdrojem meteorické činnosti. 
I když tento roj není tak efektní jako leonidy, nejedná se o obyčejnou událost. Éta Aquaridy dostaly své jméno, protože jejich radiant leží v souhvězdí Vodnáře, v blízkosti jedné z nejjasnějších hvězd souhvězdí Éta Aquarii. V maximu má roj četnost kolem meteoru za minutu, i když tyto frekvence jsou zřídka viděny v severních zeměpisných šířkách v důsledku nízké výšky radiantu na obloze.
Éta Aquaridy jsou nejlépe pozorovatelné v hodinách před svítáním daleko od záře městských světel. Pro severní pozorovatele je roj viditelný nad obzorem několik hodin před svítáním a pozorovatelé jsou často odměněni tím, že radiant stoupá před východem Slunce na obloze a tím i roste pozorovaná frekvence meteorů. Nejlepší pohled na roj je ovšem od rovníku do 30 stupňů jižní šířky. 
V roce 2005 byly příznivé podmínky pro pozorování roje, protože nov připadl na 8. května. V roce 2011 byl nov 3. května, což opět podpořilo dobré pozorovací podmínky roje. V roce 2012 byl roj viditelný 6. května spolu se superměsícem kolem soumraku. 